# Necromys lasiurus
Necromys lasiurus is een zoogdier uit de familie van de Cricetidae. De wetenschappelijke naam van de soort werd voor het eerst geldig gepubliceerd door Lund in 1840.